# Cercola
Cercola (en napolità Cercola) és un municipi italià, a la regió de Campània i a la Ciutat metropolitana de Nàpols. L'any 2023 tenia 16.954 habitants. Limita amb els municipis de Massa di Somma, Nàpols, Pollena Trocchia, San Sebastiano al Vesuvio i Volla.
El municipi de Cercola comprèn les localitats de Caravita i Cercola. Pròxim a l'àrea del Vesuvi, fa un únic centre habitat amb el veí Ponticelli, que el 1927 fou englobat al municipi de Nàpols.

## Història
El municipi es va crear al segle xix quan el 1872, a causa d'una erupció del Vesuvi, la lava volcànica va destruir el centre de Massa di Somma. La batllia es va traslladar al llogaret Cercula, nom d'una famosa posada situada a l'ombra d'un vell roure. La seu no es va traslladar a causa de les dificultats relacionades amb la restauració de l'antic lloc i a les pressions del batlle Domenico Riccardi i del senador Enrico Pessina.
Pel un reial decret de 13 d'agost 1877, fou autoritzat a canviar el nom de Massa di Somma a Cercola. Un cop reconstruïda Massa, va esdevenir un barri dependent de Cercola, fins que es va constituir en municipi independent el 1988.
El Dizionario geografico ragionato del Regno di Napoli  de 1797 descriu el nou municipi «La terra és molt sorrenca, i els vins hi són mediocres. Els fruits són saborosos. Hi ha algunes casetes precioses construïdes per senyors napolitans, on van a recreer-se a la tardor i a la primavera.»
El terratremol d'Irpinia del 23 d'octubre de 1980 hi va causar danys menors. Només 0,3% de la població de 18.671 habitants van romandre sense lar i 110 edificis en van ser afectats.